# 黃定光
黃定光，GBS，JP（1949年9月12日—），綽號「象哥」，生於香港，籍貫廣東東莞，民建聯成員，2004年9月在無競爭對手競逐下，循功能界別自動當選為香港立法會議員（進出口界），並於同年獲特區政府頒授銅紫荊星章。2004年、2008年、2012年及2016年，自動當選功能組別進出口界立法會議員。

## 家庭背景
黃定光妻子是香港工聯會前會長兼現任榮譽會長林淑儀。其仕途生涯中，較為人熟知的是宣稱被公認由左派人物澆上電油活活燒死的播音員林彬並非由左派殺害致死。
黃定光的父母為黃佩球及阮祿安，兩人在六七暴動期間，均為各界鬥委會委員。
黃佩球亦是國貨公司中建國貨的創辦人之一，該公司以只賣國貨為特色，已於2011年結業。

## 學歷
曾就讀香港香島中學（小一至中四）及廣州市第六中學（高中三）。

## 政途
2004年9月在無競爭對手競逐下，循進出口界功能界別自動當選為立法會議員，並於同年獲特區政府頒授銅紫荊星章。2008年及2012年，他再一次循功能界別競選連任立法會，結果再次在沒有競爭的情況下自動當選。
2010年5月，民建聯贊助商業電台製作《十八仝人愛落區》節目，引起社會爭議，商台節目主持人潘小濤指責商台「引入魔鬼」。黃定光批評潘小濤「妖言惑眾」，誹謗政黨 ，違反《電台業務守則》必須持平、公正地報道及評論的原則。及後黃又指著名廣播員林彬並非由左派殺害致死，正因如此，一些香港市民開始認識黃定光。
2012年5月10日，人民力量為了阻止立法會議員出缺機制的修訂，在立法會開打拉布戰。期間黃在座位睡覺，梁國雄以疑有「生命危險」为由，要求立法會主席介入。及後，黃起身以行動顯示沒有昏迷。
2013年11月7日，黃在立法會就權力及特權法之事件發言時表示，強烈不滿近日屢遭支持香港電視之黑衣人以無品之粗口爛話侮辱其本人及母親，亦顯示出支持香港電視的人的低劣質素。
2015年1月30日，黃定光在立法會會議進行期間公然在座位上剪手指甲，范國威因踢爆其不當行為後，黃惱羞成怒，在會議室外用疑似粗口（D7你）問候對方。
2016年4月27日，立法會議員黃毓民涉嫌向特首梁振英投擲玻璃杯，被控普通襲擊的案件在東區裁判法院續審，控方傳召目擊當時情況的立法會議員黃定光作供。黃定光被黃毓民盤問時，被問到是否慣性在議會內睡覺，黃定光表示，是人之常情，又指在冗長及沉悶的會議，令人疲倦是很正常，但他又稱第一次在議會睡覺是以「作狀睡覺」對抗拉布。

## 其他公職
保良局顧問局成員、教育統籌局進出口業技能提升計劃行業小組成員、香港中華出入口商會副會長、香港中華總商會會董、東莞同鄉總會榮譽會長。

## 爭議言論
黃定光曾移民紐西蘭，後來回流香港，二零一六年，黃定光在立法會發表言論，指民主制度效率低下，例如紐西蘭的經濟曾經空轉五年。
2016年4月，立法會議員黃毓民涉嫌向特首梁振英投擲玻璃杯，被控普通襲擊的案件在東區裁判法院續審，控方傳召目擊當時情況的立法會議員黃定光作供。黃定光被黃毓民盤問時，被問到是否慣性在議會內睡覺，黃定光表示，是人之常情，又指在冗長及沉悶的會議，令人疲倦是很正常，但他又稱第一次在議會睡覺是以「作狀睡覺」對抗拉布。
2019年10月26日，黃定光在香港商業電臺節目中，指有香港記者在反修例示威期間偽裝為示威者，向警察擲以燃燒彈；然當節目主持人進而問以是否有具體證據時，黃定光則支吾以對。
2019年，黃定光多次開會被质疑打瞌睡。

## 註腳
1. ↑  因出生時達十磅三安士，體型較一般初生嬰兒大，故有此綽號。
2. ↑  民建聯要立會談潘小濤立場
3. ↑  .   [2015-01-31]. （原始内容存档于2015-02-01）.
4. ↑  .   [2019-10-20]. （原始内容存档于2020-10-27）.
5. ↑  . 立場新聞. 2016-04-27  [2019-10-20]. （原始内容存档于2020-10-27）.
6. ↑  . 明報. 2019-10-17  [2020-07-27]. （原始内容存档于2020-12-10）.

## 外部連結
- 香港立法會：黃定光議員